# Marguerite de Habsbourg-Toscane
L'archiduchesse Marguerite de Habsbourg-Toscane (8 mai 1894 - 21 juin 1986) est la fille de l'archiduc Léopold Salvator de Habsbourg-Toscane et de l'infante Blanche de Bourbon. Elle est un membre de la branche toscane de la maison de Habsbourg-Lorraine. Après la chute de l'empire austro-hongrois, elle vit en exil, d'abord à Barcelone, puis, des années 1930 jusqu'à la fin de sa vie, en Italie. En 1937, elle épouse un diplomate italien, le marquis Francesco Maria Taliani de Marchio. Le couple n'a pas d'enfants .

## Jeunesse
L'archiduchesse Marguerite naît le 8 mai 1894 à Lemberg, en Galice (aujourd'hui Lviv, dans l'ouest de l'Ukraine), qui fait alors partie de l'Empire austro-hongrois. Elle est la troisième des dix enfants de l'archiduc Léopold Salvator de Habsbourg-Toscane et de son épouse l'infante Blanche de Bourbon. Elle est baptisée Margarita Raineria Maria Antonia Blanka Leopoldine Beatrix Anna Josephina. Appelée "Meg" par sa famille, elle a reçu le prénom de Marguerite en l'honneur de sa grand-mère maternelle, la princesse Marguerite de Parme, décédée un an plus tôt .
L'archiduchesse grandit dans la dernière période de la monarchie des Habsbourg. Elle est élevée avec ses nombreux frères et sœurs dans les différentes propriétés appartenant à ses parents. Ils vivent entre le Palais Toskana à Vienne et le Schloss Wilhelminenberg à la campagne. Les vacances sont passées en Italie où sa mère possède une propriété rurale près de Viareggio.
Marguerite est éduquée en compagnie de ses sœurs Dolores et Marie-Immaculée. Les trois archiduchesses, très proches en âge, ont toutes un penchant artistique . Marguerite a une passion pour le théâtre. Elle apprend, en plus de son allemand maternel, le français, l'espagnol, le hongrois et l'italien. La jeune fille est appréciée pour son élégance, sa culture et son intelligence .
Pendant la Première Guerre mondiale, son père est inspecteur général de l'artillerie et son frère aîné, l'archiduc Rainier, rejoint l'armée autrichienne pour combattre sur le front italien. Marguerite et sa sœur Marie-Immaculée travaillent pour la Croix-Rouge autrichienne .

## Exil
À la chute de la monarchie des Habsbourg, le gouvernement républicain d'Autriche confisque les propriétés des Habsbourg et la famille perd toute sa fortune . Ses deux frères aînés, les archiducs Rainer et Léopold, décident de rester en Autriche et reconnaissent la nouvelle république. Le reste de la famille déménage en Espagne en janvier 1919. Ils vivent à Barcelone avec simplicité pendant plus de quinze ans. Le déclenchement de la guerre civile espagnole en 1936 force l'archiduchesse, sa mère et ses frères et sœurs célibataires à quitter l'Espagne.
Marguerite se marie tardivement. Son mari, Francesco Maria Taliani, marquis di Marchio (22 octobre 1887 - 16 mars 1968), est un diplomate italien. Le mariage a lieu le 27 novembre 1937 au Schloss Sonnberg, propriété de son frère l'archiduc Antoine de Habsbourg-Toscane et de son épouse la princesse Ileana de Roumanie.
L'archiduchesse et son mari s'installent à Nankin, alors capitale de la Chine, où Francesco Maria Taliani sert comme ambassadeur d'Italie en Chine entre 1938 et 1943 . C'est une période agitée. En décembre 1937, les troupes japonaises occupent Nankin. En juin 1940, l'Italie entre dans la Seconde Guerre mondiale aux côtés de l'Allemagne et du Japon. Quand, en septembre 1943, l'Italie se rend aux forces alliées, le couple est détenu et interné dans un camp de concentration japonais jusqu'à l'été 1945 . Au début de 1946, ils retournent en Italie.
Le mari de Marguerite est un collectionneur d'art très riche et passionné et le couple achète une maison à Venise. En février 1951, ils déménagent en Espagne, où son mari est ambassadeur d'Italie auprès du gouvernement de Francisco Franco jusqu'en 1952, date à laquelle il est contraint de prendre sa retraite. Le couple s'installe alors à Rome. Après vingt ans de mariage, Francesco Maria Taliani de Marchio meurt en 1968, à 80 ans. Durant son veuvage, l'archiduchesse vit entre Rome et la Tenuata Reale, une propriété rurale près de Viareggio qu'elle partage avec ses sœurs Dolores et Marie-Immaculée. Marguerite survit à ses deux sœurs. À sa mort à Rome le 21 juin 1986, à 92 ans, elle lègue la Tenuata Reale à la commune de Viareggio pour servir de centre public et culturel. Son neveu, l'archiduc Dominique, hérite de sa fortune.